# کیریل گئورگیان
کیریل گئورگیان (ارمنی: Կիրիլ Գևորգյան؛ روسی: Кири́лл Гора́циевич Геворгя́н؛ زادهٔ ۸ آوریل ۱۹۵۳) دیپلمات، و قاضی ارمنی‌تبار اهل روسیه است. وی از تاریخ ۶ فوریه ۲۰۱۵ به عنوان قاضی و از تاریخ ۸ فوریه ۲۰۲۱ به عنوان معاون رییس در دیوان بین‌المللی دادگستری فعالیت می کند وی پیشتر از تاریخ ۲۰۰۳ تا ۲۰۰۹ سفیر روسیه در هلند بود.

## زندگی‌نامه
وی در ۸ آوریل ۱۹۵۳ در مسکو به دنیا آمد و از پژوهشکده دولتی روابط بین‌المللی مسکو فارغ‌التحصیل گشت. وی همچنین برندهٔ جوایزی همچون نشان دوستی شده‌است.